# Influència de la minoria
La influència de la minoria és el fenomen mitjançant el qual una minoria aconsegueix canviar la conducta, valors o manera de pensar de la majoria de la comunitat en la qual està inserida i llavors esdevé la majoria social. Es basa en exposició de nova informació, missatges públics i mecanismes per a la presa de consciència, de manera que els altres puguin canviar la seva forma de veure l'afer implicat i interioritzin les noves normes.
Diversos factors ajuden a imposar la visió de la minoria. El primer d'ells és l'acceptació per part dels líders de la majoria, que esdevenen un model o exemple per als seguidors. Els mitjans de comunicació i xarxes socials poden actuar com a multiplicadors d'aquest efecte, fent més presents les idees minoritàries de manera que semblin tenir més suport. El segon és la coherència interna de la minoria, vista com un factor positiu pels receptors i que pot portar a reevaluar les pròpies creences. Per acabar, es més fàcil acceptar els punts de vista aliens si els emissors comparteixen trets d'identitat amb el públic.